# Bathypogon rubidapex
Bathypogon rubidapex är en tvåvingeart som beskrevs av Hull 1956. Bathypogon rubidapex ingår i släktet Bathypogon och familjen rovflugor. Inga underarter finns listade i Catalogue of Life.